# Kenny McCormick
Kenneth "Kenny" McCormick es un personaje ficticio y uno de los cuatro protagonistas principales de la comedia animada para adultos South Park, junto a Stan Marsh, Kyle Broflovski y Eric Cartman. Es famoso por morir en casi todos los episodios (hasta la quinta temporada) a lo cual normalmente sigue una exclamación de “¡Dios mío! ¡Han matado a Kenny, hijos de puta!” por parte de sus amigos Stan y Kyle. También es conocido porque no se le entiende cuando habla debido a la capucha de su abrigo (de ahí que el momento en que se quita su capucha al final de South Park: Bigger, Longer & Uncut fuera "dramático"), aunque en muy pocos episodios sí se le entiende, pero habla muy poco.
En el episodio 13 de la quinta temporada ("Kenny Dies") muere de forma aparentemente definitiva tras una enfermedad muscular de carácter terminal, pero vuelve a aparecer en el episodio 17 de la sexta ("Red Sleigh Down").
En la decimotercera temporada se descubre que Kenny tiene una doble identidad y que trabaja en las noches siendo un superhéroe llamado Mysterion, Cartman fue el primero en percatar su presencia pero en un principio sospechaba que era Kyle. Mysterion ha aparecido en cuatro episodios El Coon (o "El Mapache"), un especial llamado El Coon vs Coon y Amigos (que consta de 3 capítulos de South Park), El Chico Pobre y La Precuela de la Franquicia.
Le gusta ver revistas pornográficas y es uno de los más listos y audaces del grupo. Kenny es uno de los personajes menos violentos que hay en la serie; se caracteriza principalmente por ser un personaje reservado, tranquilo, gracioso y excéntrico, aparte de morir muchas veces, amante de la pornografía (llegó incluso a sacrificar su vida por sus amigos). En un capítulo, llamado "Pelea de inválidos", se insinuó que el origen de sus repetidas muertes era su vestimenta, pero se cree que también es porque sus padres asistieron a una reunión de Cthulhu, al principio tuvo una novia llamada Kelly en la temporada 3, pero en la temporada 13, capítulo 1, salió con una niña de Quinto grado llamada Tammy Warner hasta que murió de sífilis debido a que Tammy "se la chupó”. Actualmente, está en una relación. Kenny es un personaje muy reservado e inmortal, pero a veces se descontrola. Kenny es el niño más pobre de South Park, por lo que Cartman a menudo se burla de él. En especial si se trata de su hermana menor o de su novia.
Kenny muere en todos los capítulos, pero siempre volviendo a revivir, apareciendo nuevamente en su cama, pero en un capítulo se menciona a Kenny como si fuera inmortal.
En la temporada 5, Kenny muere en todos los episodios. Sus muertes se volvieron inusuales y desapareció la exclamación que sus amigos hacían después de su muerte, después Kenny no aparece hasta el final de la temporada 6
- Su padre Stuart es un alcohólico.
- Su madre Carol siempre anda con una camiseta que dice "I'm with stupid" (Estoy con un estúpido) y le dice a su esposo que es un vago. Y siempre pelean por razones absurdas, pero a veces su hermano mayor de Kenny, de nombre Kevin se mete en esas peleas de sus padres. Ello afecta mucho a su hermana menor de Kenny, de nombre Karen, pero a Kenny no le parece nada importante.
- También tiene dos hermanos (uno varón, aparentemente dos años mayor que él, de nombre Kevin, y una niña de seis años, de nombre Karen a la que protege vestido de Mysterion, como su ángel guardián). Todavía así, generalmente se muestra a Kenny como un hijo único.

En su grupo no tiene mejor amigo a pesar de que en ocasiones considere a Cartman como su amigo, ya que este a veces le trata mal, especialmente por ser pobre. Pero especialmente su mejor amigo es Butters, Kenny normalmente sigue a sus amigos y juega con ellos sin tener mucha relevancia, y solo habla para algunas situaciones especiales. En algunos episodios sí se le entiende lo que dice, pero habla con una voz muy discreta y de baja intensidad, excepto cuando es Mysterion, con una voz más grave.

## Muertes de Kenny
Cortos "Espíritu de Navidad"
- Jesús vs. Frosty: Frosty (el muñeco de nieve malvado) lo mata tirándolo muy fuerte a la nieve, junto con un niño parecido a Kenny. El niño gordo era Cartman.

- Jesús vs. Santa: Santa Claus le tira por accidente regalos con papel afilado cortándole la cabeza.

Temporada 1
- Ep. 1: Le disparan los extraterrestres terminando así en la calle, pero resultó que todavía estaba vivo, aunque débil. Con las pocas fuerzas que le quedan logra levantarse, pero en ese momento es aplastado por un grupo de vacas que van corriendo. Sorprendentemente sobrevive, pero aún más débil, logra levantarse y es atropellado por una patrulla que perseguía las vacas, causando así su muerte definitiva. En las escenas eliminadas de este capítulo, Kenny vuelve a aparecer vivo.

- Ep. 2: Primero sufre un pequeño descuido, durante la representación de una obra teatral, cuando una cabaña india se le cae encima, pero no sufre daño alguno. Después, el Sr. Garrison le dispara accidentalmente inducido por el señor sombrero, el fuerte disparo eleva a Kenny en el aire y este termina clavándose el palo de una bandera en la cabeza.

- Ep. 3: Es quemado por la lava de un volcán, pero sobrevive, después Ned le dispara por accidente.

- Ep. 4: Jugadores de fútbol americano lo decapitan y las ratas se comen su cadáver, pero vuelve a salir jugando en el campo.

- Ep. 5: Cocinado en un microondas al ser atacado por el clon de Stan, pero vuelve a aparecer al día siguiente en clase con sus compañeros.

- Ep. 6: Tocado por la muerte ya que este llevaba tiempo persiguiéndole por razones desconocidas, su alma aparece junto al tatarabuelo de Stan.

- Ep. 7: Aplastado por la estación espacial MIR, luego revivido como zombi, matado una segunda vez por Kyle para romper el hechizo zombi y revive buscando venganza, pero es aplastado por una estatua y luego por un avión.

- Ep. 8: Atacado por pavos mutantes a media batalla contra éstos.

- Ep. 10: Jimbo le disparó confundiéndole con un ornitorrinco.

- Ep. 11: Cruzado con una espada entre los ojos por la maestra sustituta.

- Ep. 12: Ahorcado en un poste con la soga que sujetaba una pelota.

- Ep. 13: Lo atropella un tren. Poco después, una grabación en vídeo de su atropello se emite en un programa de televisión.

Temporada 2
- Ep. 2: Curiosamente en el último episodio de la temporada anterior, muere arrollado por un tren y dado que esta es una continuación, al inicio del capítulo Kenny aparece de la nada, pero vuelve a morir cuando agarra dos cables de electricidad para que hagan contacto.

- Ep. 3: Sufre varios accidentes: un coche le aplasta, se golpea contra un muro por la inercia del columpio, y recibe un disparo. Sin embargo, en los tres casos sobrevive. Su muerte se produce en los créditos, cuando le cae un abeto encima.

- Ep. 4: Cae en una tumba y es aplastado por la lápida, sin embargo, en una escena posterior, aparece en la escuela como si nada.

- Ep. 5: Una pelota lo empujó contra una pared jugando quemados.

- Ep. 6: Dos personas lo jalan hasta que lo parten a la mitad.

- Ep. 7: Los Chicos quedan atrapados en el autobús, pero afuera hay un monstruo que devora a un niño de rojo, pero los chicos empiezan a contar sus experiencias anteriores o parecidas a ésta terminando todos comiendo helados pero el monstruo se come a Kenny y Cartman cuenta una historia donde Kenny muere arrollado por una moto, más adelante vuelve a salir en el autobús, pero todo esto es un sueño de Stan así que técnicamente no murió.

- Ep. 8: Los chicos recuerdan cuando jugaban con petardos, en ese recuerdo Kenny muere cuando un petardo explota y le vuela la cabeza y luego las ratas se comen su cuerpo. Después de eso le cae encima una audiencia.

- Ep. 9: Es pisoteado hasta morir por la gente que va saliendo del cine.

- Ep. 10: Muere de varicela.

- Ep. 11: Le explota la cabeza por culpa de una máquina de lavado de cerebro del planetario.

- Ep. 12: Muere mientras lo pisotea una audiencia.

- Ep. 13: El cuerno de un toro le atravesó la cabeza.

- Ep. 14: Ozzy Osbourne le arranca la cabeza.

- Ep. 15: Lo mata el pez malvado de Stan.

- Ep. 16: Es disparado a quemarropa al ser confundido con un fugitivo al tener su capucha anaranjada.

- Ep. 17: Lo aplasta un carrito de los duendes.

- Ep. 18: Queda atrapado en una cinta transportadora.

Temporada 3
- Ep. 1: Un rayo le cae y es resucitado por su novia Kelly.

- Ep. 2: Combustión espontánea.

- Ep. 3: Mientras esperan al Chef se hace de noche y Kenny es comido por las ratas, al amanecer Kenny vuelve a aparecer vivo. Es aplastado por el Súcubo luego Cartman le saca los ojos para poderlo transplartárselos.

- Ep. 4: Lo mata un oso confundiéndole con un antílope.

- Ep. 5: Cae en una caja llena de clavos, pero sobrevive porque se le escucha hablar.

- Ep. 6: Un hombre disfrazado de ave le da un imán luego enciende un ventilador y es llevado a este hasta ser rebanado.

- Ep. 8: Kyle cuenta a Stan sus hazañas en el campamento judío, es decir, lo que ocurrirá en el siguiente capítulo, así que se puede decir que Kenny ya estaba muerto en este capítulo.

- Ep. 9: Se rompe la cabeza con un caparazón para liberar a Moisés.

- Ep. 10: Le entra un ataque epiléptico al jugar al videojuego de los Chipokomons. Luego es comido por las ratas desde dentro.

- Ep. 11: Congelado en carbonita, parodiando la congelación de Han Solo en carbonita en Star Wars. Poco después vuelve a ser visto en la nave espacial junto con los demás.

- Ep. 12: Al llevar un disfraz robótico parecido al robot ED-209 (de la película RoboCop), una seminave le ata las piernas con una cuerda y eso hace que Kenny se caiga. después otras seminaves le disparan y hacen que explote como en una escena de Star Wars: Episodio V El Imperio contraataca, después es comido por las ratas. Curiosamente en RoboCop, el ejecutivo que muere durante la demostración del ED-209 se llama Kinney pero en inglés su nombre se pronuncia como "Kenny".

- Ep. 13: Lo mata el mono fonético de Cartman ya que este y Kenny se estaban peleando por comerse una bellota. Luego vuelve a ser visto en el baile de la escuela junto a su novia Kelly.

- Ep. 14: Una luz de señal lo mata.

- Ep. 15: Le cae un candelero.

- Ep. 16: Al confundir un "Tapón" con un "Tampón" se le coloca en el trasero, esto hace que Kenny muera al escupir sangre.

- Ep. 17: Defeca hasta morir por tocar la nota marrón pero vuelve a aparecer en el autobús junto a Cartman. NOTA: En un episodio de la serie TV de terciopelo se da una situación parecida.

Temporada 4
- Ep. 1: Se ahoga en un río.

- Ep. 2: En un accidente de trineo, es golpeado contra un árbol, después unos ladrillos lo aplastan.

- Ep. 3: Lo mata por accidente el gobierno de los Estados Unidos.

- Ep. 4: Cartman lo golpea en la cabeza con una sartén bajo los efectos del Ritalin, creyendo que Christina Aguilera estaba sentada en él

- Ep. 5: Aplastado por un piano, después de hacer un discurso de cómo siempre muere y a nadie le importa.

- Ep. 6: La madre de Kenny está embarazada y este tiene una pesadilla en el que sueña que su madre da a luz a un bebé mutante, este bebé primero le corta la cabeza al doctor y después a Kenny, después este se despierta. Más tarde una ambulancia le atropella y lo mata, y ya en el hospital la madre da a luz a un bebé igual que Kenny y deciden llamarlo así en conmemoración al fallecido Kenny, después su madre dice que eso ya había pasado 52 veces.

- Ep. 7: Explota después de tomarse un plato de pastillas antiácidas y un vaso con agua creyendo que eran mentas.

- Ep. 8: Lo aplasta el ascensor de un centro comercial.

- Ep. 9: Es atropellado por autobús, pero no muere.

- Ep. 10: Esta es la continuación del episodio anterior, donde Kenny es atropellado por un autobús, se cree que muere pero en esta parte se ve que llega a parar en México.

- Ep. 12: En un accidente en la silla de ruedas de Timmy, parodiando la película Máxima velocidad, pero vuelve a aparecer cuando activan la máquina del tiempo.

- Ep. 13: Atrapado entre una puerta y la pared.

- Ep. 14: Le cae el foco en un escenario teatral.

- Ep. 15: Kenny no llega a morir en este episodio, pero sus amigos le sobornan para que permanezca en el útero de la señora Crabtree durante 6 horas, pero antes de que eso ocurra, Kenny es condenado a prisión así que Kyle y Stan buscan a un sustituto y lo disfrazan con el anorak naranja de Kenny. Tras permanecer en el útero 6 horas, la señora Crabtree decide parir al falso Kenny, pero este se asfixia y muere.

- Ep. 16: Aunque no se ve en pantalla, es sacrificado.

- Ep. 17: Lo atropella un coche cuando él, Stan y Kyle cantaban mientras preparaban su cuento navideño, luego estos dicen "no importa, lo mataremos en el cuento".

Temporada 5
- Ep. 1: Muere de un ataque de risa.

- Ep. 2: Vomita sus intestinos a causa de la peste negra.

- Ep. 3: Se lo lleva un águila, pero vuelve a ser visto en la reunión scout.

- Ep. 4: Se ahoga durante el suicidio en masa, enfrente de la estatua de Abraham Lincoln.

- Ep. 5: Le cortan los brazos y las piernas, pero no muere, aunque es posible que haya muerto poco después por la pérdida de sangre y porque en el siguiente episodio aparece con todas sus extremidades.

- Ep. 6: Accidente en la montaña rusa de Cartman, cuando un barrote le atraviesa la cabeza, después se le ve muerto así en una foto.

- Ep. 7: Un búmeran lanzado por Bebe le atraviesa la cara.

- Ep. 8: Cae en lava.

- Ep. 9: Muere al ser acribillado junto a su versión afgana.

- Ep. 10: Lo atropella una motocicleta, luego Cartman se ríe de su muerte.

- Ep. 11: Le dispara el oficial de seguridad del aeropuerto por querer abordar con cortaúñas.

- Ep. 12: Nunca se ve cómo muere, pero es llevado por Craig en un trineo, se puede decir que está herido.

- Ep. 13: Muere permanentemente de una enfermedad terminal.

Temporada 6
Kenny estuvo ausente en esta temporada debido a su muerte “permanente”, aunque en un episodio de esta temporada, Rob Schneider es poseído por el alma de Kenny al comerse un asado que tenía atrapada su alma, y muere como en "Aumento de Peso 4000": Kenny aparece de nuevo al final del último episodio de esta temporada.
Temporada 7
- Ep. 15: El primer ministro de Canadá (Saddam Hussein disfrazado) le dispara un láser por los ojos, eso hace que Kenny explote.

Temporada 8
- Ep. 6: El "señor Jefferson" (Michael Jackson) lo confunde con su hijo y Kenny le dice que lo suelte (Kenny sale sin su capucha) y este lo arroja fuertemente contra el techo.

Temporada 9
- Ep. 3: Lo mata la mafia china.

- Ep. 4: Lo atropella un camión, resulta ser que no está muerto, solo está paralizado, conectado a unas máquinas que lo mantienen vivo. Los ángeles deben lograr que lo desconecten para que pueda ir al cielo y derrotar al ejército de satanás jugando con un PSP, al final lo logra y le dan una estatua de Keanu Reeves.

- Ep. 11: Mientras Stan, Kyle y Kenny huyen de los chicos pelirrojos, uno de ellos agarra a Kenny y se lo lleva. No se sabe si muere porque no vuelve a aparecer en el capítulo.

Temporada 10
Con excepción de la muerte de su personaje en World of Warcraft, esta es la primera temporada en la que no muere Kenny.
Temporada 11
- Ep. 14: Una bala disparada accidentalmente por Bebe le atraviesa la cabeza mientras cena con su familia. Es la segunda vez que Bebe mata a Kenny usando un arma.

Temporada 12
Esta es la segunda temporada en la que Kenny no muere.
Temporada 13
- Ep. 1: Contrae Sífilis por practicar sexo oral con su novia.

- Ep. 10: Estalla junto con un cohete.

- Ep. 14: Se ahoga en orina tras un accidente en un parque acuático (es la segunda vez que muere sin capucha pero está volteado)

Temporada 14
- Ep. 1: Muere al practicar un juego sexual disfrazado de Batman.

- Ep. 12: Muere al ser apuñalado por el líder de la secta, luego aparece en su cama para ser llamado cobarde por sus amigos y este hace un gesto de cansancio.

- Ep. 13: Kenny se suicida 3 veces. La primera, en un intento desesperado por demostrarles a sus amigos que no puede morir se dispara en la cabeza. La segunda se arroja sobre púas para escapar del infierno y encontrar ayuda, luego Kenny despierta en su cama. Y la tercera se vuelve a disparar en la cabeza porque está cansado, luego su madre vuelve a parirlo como en el capítulo "Cartman se une a NAMBLA" e insinúa que eso es culpa de una secta.

Temporada 15
- Ep. 14: Un cóndor gigante destruye el techo de su escuela, toma a Kenny y lo avienta contra las taquillas, luego se lo come.

Temporada 16
- Ep. 6: Muere de aburrimiento en un barco. Esta es la última vez que los chicos pronuncian la frase de ¡Han matado a Kenny! en la serie.

Temporada 17
Con excepción de su muerte y resucitación rápida en la secuencia de anime del "La Princesa Kenny", esta es la tercera temporada en la que no muere Kenny.
Temporada 18
Esta es la cuarta temporada en la que no muere Kenny.
Temporada 19
Esta es la quinta temporada en la que no muere Kenny.
Temporada 20
Esta es la sexta temporada en la que no muere Kenny.
Temporada 21
- Ep. 2: Una foto de Kenny aparece entre las fotos de todos los niños que murieron atropellados por distracciones al volante, aunque no se vea en pantalla, su muerte se da por hecho porque al final del episodio no aparece cantando en el coro junto a sus compañeros.

Temporada 22
- Ep. 10: Jeff Bezos ordena a Alexa matar a Kenny, aunque no se sabe cómo ya que no aparece en pantalla. Más tarde, el ataúd de Kenny es empujado por Cartman durante el desfile de bicis.

Temporada 23
Esta es la séptima temporada en la que no muere Kenny.
Temporada 24
- Ep. 1: Muere acribillado a manos de la policía por escapar de la cuarentena en la Escuela Primaria de South Park.

- Ep. 3: En su versión de adulta, Kenny muere de covid por querer encontrar el origen de la pandemia.

### Anécdota
En una entrega de los Premios (Emmy) a fines de los 90, los cuatro chicos de South Park presentaron un premio. Después de anunciar al ganador, una estatua gigante del Emmy, cae sobre Kenny y lo mata.
Pero al Final del episodio Kenny aparece ileso con Stan, Kyle y Cartman.

### Película
En la película South Park: Bigger, Longer & Uncut, Kenny intenta probarle a Cartman que los pedos son combustibles (Producto de la película de Terrance y Philip) consigo mismo, quemándose vivo, posteriormente un camión arrojaría accidentalmente una montaña de sal sobre él; pero lo que de verdad causaría su muerte sería cuando, en el hospital, el Dr. Doctor remplazaría su corazón por una patata al horno procedente de un microondas que aparentemente debía ser de uso médico pero que uso uno de los enfermeros para calentar su almuerzo, finalmente esto le devuelve la vida por tres segundos y luego fallece, explotando su cuerpo.
Durante su estadía en el infierno, Kenny intentaría convencer a Satanás que no se deje manipular por su esposo Saddam Hussein, que tarde o temprano terminaría quitándole el trono, pero Satanás es demasiado débil para enfrentarlo; por lo que Kenny aparecería como fantasma en la habitación de Cartman, aunque este saldría corriendo.
Al final, cuando Saddam Hussein y Satanás invaden la tierra, de alguna forma Kenny logra colarse y salir a la tierra; donde finalmente convence a Satanás de dejar a Saddam, quien es arrojado a las rocas del infierno donde es atravesado por una estalagmita.por haberle mostrado que lo estaban manipulando y en agradecimiento Satanás está dispuesto a concederle un deseo a Kenny, este desea que todo volviera a ser como antes, aunque eso significaba que Kenny volvería a morir y regresar al infierno; sin embargo, a Kenny ya no le importaría ya que estaba haciendo lo correcto no solo por sus amigos sino por la tierra en general, finalmente se quita la capucha, revela su rostro y cabello para después despedirse de sus amigos, desapareciendo lentamente, para así partir solo que esta vez, Kenny entraría al cielo de manera definitiva por lo que se ganaría sus Alas y su Aureola (Las cuales son otorgadas por ángeles femeninos desnudos) confirmando que su deseo prácticamente limpio el resto de sus pecados exitosamente.

## Inmortalidad de Kenny
En el episodio 4x05 Cartman se une a Nambla se ve cuando Kenny muere, la madre de Kenny tiene otro hijo después (si Kenny no muriese tendría un total de 53 hermanos hasta ese episodio), este evento se repite otra vez en el capítulo de tres partes en la temporada 14 "El Coon vs Coon y Amigos", cuando Kenny admite ser inmortal en el final de ese episodio se ve cómo su madre lo vuelve a parir y lo deja sobre la cama, se infiere que crece rápidamente y recupera su memoria (o bien nunca la pierde). Este poder lo tiene porque sus padres asisten a una reunión del culto a Cthulhu, muy probablemente y por coincidencia de fechas, cuando la mamá de Kenny está embarazada de él.

## Causa de las muertes de Kenny
En el episodio Pelea de Inválidos, se insinúa que la causa a las muertes de Kenny es su vestimenta. Timmy regaló a Jimmy una capucha naranja similar a la de Kenny; Jimmy por poco muere en 7 ocasiones:
* Aplastado por una caja fuerte.
* En un accidente de tránsito.
* Atrapado por un águila.
* Jimbo y Ned le disparan mientras quieren cazarlo.
* Quemado.
* Aplastado en una estampida de ganado.
* Aplastado por un transbordador.
Pero está la teoría de que Jimmy le robó a Kenny la capucha (o tal vez una de ellas) para dársela a Timmy y luego este casi muere debido a que la capucha está impregnada con la esencia maldita de Kenny.
Adicionalmente en Campamento de/para gordos un niño vestido con la capucha de Kenny muere dentro del útero de la Srta. Verónica Crabtree. Sin embargo, se pone en duda que la causa de la muerte sea la capucha, sino más bien lo estrecho del útero de la Sra. Crabtree y la falta de oxígeno que hay ahí, pues ahí ya había muerto antes otro niño sin usar tal capucha.
Pero curiosamente en el episodio de Los Jeffersons y Pee, Kenny muere, pero sin su vestimenta, solo llevaba puesto una máscara en Los Jeffersons y solo va con traje de baño en Pee, pero al final raramente aparece con su traje de baño y con una toalla en la cabeza. Eso desmiente que las muertes de Kenny se deban a la capucha.
El cocreador de la serie Trey Parker explicó que las continuas muertes (y resurrecciones) de Kenny y la falta de interés de sus amigos en ellas están basadas en un amigo de infancia: el amigo de Parker era el niño más pobre del vecindario y también se llamaba Kenny; debido a que era muy pobre constantemente no podía ir a la escuela, así que cuando Parker y sus otros amigos esperaban el autobús y notaban su ausencia decían a manera de broma que había muerto y seguían con su día; tras unos días Kenny volvía a aparecer sin que nada hubiera pasado.

## Kenny sin capucha
Kenny también es famoso por casi nunca aparecer sin su capucha anaranjada, aunque se la quita en la película South Park: Bigger, Longer & Uncut (mostrando que es rubio) y en la segunda, la cual se ve durante más tiempo.
- En un episodio de la octava temporada llamado "The Jeffersons", Kenny simula ser el hijo de Michael Jackson, "Blanket", usando una máscara multicolor, solo por no dejar su cara al descubierto. En este episodio, Kenny también habla.

- Cuando en el primer episodio de la 4.ª temporada "The Tooth Fairy Tats", Cartman lo convence de sacarle los dientes para comprar un nuevo videojuego, Kenny es atado al asta de la bandera escolar, Timmy con su silla de ruedas tira de él, sacándolo completamente de su capucha, aunque solo se ve su cabellera y su trasero queda de frente. Se aprecia que su cabello es rubio

- También apareció sin capucha en el episodio "The Losing Edge", a Kenny se le ve sin capucha la mayoría del episodio, pero aparece desapercibido, ya que no tiene mayor participación. En dicho capítulo, son muy pocos los personajes que hablan.

- En el cuarto episodio de la quinta temporada "Super Best Friends" aparece dos veces sin capucha pero con la cabeza afeitada, no dice una palabra y una de las veces que se ve está muerto; claro que todos se ven iguales con la cabeza afeitada excepto Eric Cartman (de ahí que sea cómico que Stan reconozca su cadáver).

- En el episodio "Margaritaville" aparece durante todo el tiempo vestido de greco y solo se le tapa la boca y su nuca, por lo que su cabello rubio se muestra.

- En el episodio "W.T.F." aparece con una máscara que le tapa la cara, pero se le ve un poco el rostro.

- También en el episodio "Pee" se le ve la nuca y el cabello en todo el episodio, aunque por un momento se lo vio de perfil, tapándose los ojos con unas gafas.

- En el episodio "Lice Capades", Kenny es desnudado por sus compañeros para eliminar los piojos que presuntamente tiene, pero su rostro no es mostrado salvo el cabello y parte del ojo.

- En el episodio "Sexual Healing", Kenny aparece muerto por un juego sexual y disfrazado de Batman y se le ve la parte inferior de la cara.

- Todas las veces que se disfraza de Mysterion no usa su capucha naranja pero si una especie de capucha gris siempre hablando claramente con una voz forzada que suena grave y gutural, Al final del episodio "Mysterion Rises" cuando los góticos lo matan, y en "Coon vs. Coon & friends" cuando se suicida, revive y vuelve a llevar su clásica capucha.

- Además, en el episodio "Lil Detectives" se ve cómo se quita la capucha, viéndose la nuca y el cabello rubio.

- En el capítulo "You're Getting Old" se ve en la fiesta de cumpleaños de Stan usa su capucha sin taparse toda su cabeza, sino con un gorrito de cumpleaños, aparece junto a Clyde.

- Se ve en ropa de baño en la piscina detrás de la hermana de Stan y un niño de aspecto de 8° grado sin tener participación alguna. Ese capítulo es "Brodway Bro Down"

- En el capítulo "Sarcastaball" se ve a Kenny en los vestidores con su uniforme deportivo y con la cara al descubierto, pero con un papel de aluminio cubriéndole la mayor parte de cabeza, solo se alcanza a ver un poco su cabello.

- Se le ve con un disfraz de Iron Man en el episodio "A Nightmare on Face Time" pero la cara cubierta con la máscara del personaje y su cabello está completamente al descubierto. También habla, pero la voz se le escucha robótica.
- En el episodio "Turd Burglars" aparenta estar enfermo con el uniforme de los Tampa Bay Buccaneers para visitar a Tom Brady.